# Speakerboxxx/The Love Below
Speakerboxxx/The Love Below je páté studiové album amerického hiphopového dua OutKast. V USA bylo vydáno 23. září 2003 u labelu LaFace Records. Bylo vydáno jako dvojalbum skládající se z sólových alb obou členů skupiny. Big Boi se podlí hiphopovým albem Speakerboxxx, zatímco André 3000 se podílí na albu The Love Below kombinující hudební styly soulu, popu, funku a jazzu.

## Seznam skladeb
Speakerboxxx (disk jedna)
1. Intro – 1:29
2. Ghetto Musick – 3:56
3. Unhappy – 3:19
4. Bowtie – 3:56
5. The Way You Move – 3:54
6. The Rooster – 3:57
7. Bust – 3:08
8. War – 2:43
9. Church – 3:27
10. Bamboo – 2:09
11. Tomb of the Boom – 4:46
12. E-Mac – 0:24
13. Knowing – 3:32
14. Flip Flop Rock – 4:35
15. Interlude – 1:15
16. Reset – 4:35
17. D-Boi – 0:40
18. Last Call – 3:57
19. Bowtie – 0:34

The Love Below (disk dva)
1. The Love Below (Intro) – 1:27
2. Love Hater – 2:49
3. God (Interlude) – 2:20
4. Happy Valentine's Day – 5:23
5. Spread – 3:51
6. Where Are My Panties? – 1:54
7. Prototype – 5:26
8. She Lives in My Lap – 4:27
9. Hey Ya! – 3:55
10. Roses – 6:09
11. Good Day, Good Sir – 1:24
12. Behold a Lady – 4:37
13. Pink & Blue – 5:04
14. Love in War – 3:25
15. She's Alive – 4:06
16. Dracula's Wedding – 2:32
17. The Letter (Interlude) - 0:20
18. My Favorite Things – 5:14
19. Take Off Your Cool – 2:38
20. Vibrate – 6:33
21. A Life in the Day of Benjamin André (Incomplete) – 4:50